# Ivailo Ivanov
Ivailo Ivanov (en búlgaro: Ивайло Иванов; Montana, 20 de julio de 1994) es un deportista búlgaro que compite en judo.
En los Juegos Europeos de Minsk 2019 obtuvo una medalla de plata en la categoría de –81 kg. Ganó cuatro medallas en el Campeonato Europeo de Judo entre los años 2016 y 2025.
Participó en tres Juegos Olímpicos de Verano, entre los años 2016 y 2024, ocupando el séptimo lugar en Río de Janeiro 2016, en la categoría de –81 kg.

## Palmarés internacional
| Juegos Europeos    | Juegos Europeos         | Juegos Europeos   | Juegos Europeos |
| Año                | Lugar                   | Medalla           | Categoría       |
| ------------------ | ----------------------- | ----------------- | --------------- |
| 2019               | Minsk (Bielorrusia)     | Medalla de plata  | –81 kg          |
| Campeonato Europeo |                         |                   |                 |
| Año                | Lugar                   | Medalla           | Categoría       |
| 2016               | Kazán (Rusia)           | Medalla de bronce | –81 kg          |
| 2019               | Minsk (Bielorrusia)     | Medalla de plata  | –81 kg          |
| 2020               | Praga (República Checa) | Medalla de plata  | –81 kg          |
| 2025               | Podgorica (Montenegro)  | Medalla de bronce | –90 kg          |